# Khipro
Khipro (en ourdou : کھپرو) est une ville pakistanaise située dans le district de Sanghar, dans le centre de la province du Sind. C'est la quatrième plus grande ville du district, après Sanghar. Elle est située à près de 120 kilomètres au nord-est de Hyderabad.
La population de la ville a été multipliée par plus de six entre 1972 et 2017, passant de 8 224 habitants à 51 081. Entre 1998 et 2017, la croissance annuelle moyenne s'affiche à 3,7 %, supérieure à la moyenne nationale de 2,4 %. Selon le recensement de 2023, la population de la ville monte à 58 307 habitants.
La ville est majoritairement sindie, puisque plus de 73 % des habitants en parlent la langue, tandis que 20 % ont ourdou pour langue maternelle.
Majoritairement musulmane, la ville inclut une large minorité hindoue, comptant plus de 23 000 fidèles, environ 40 % des habitants de la ville, ainsi que près d'un millier de chrétiens.
Le taux d'alphabétisation de la ville s'élève à 57 % en 2023 (contre une moyenne nationale de 61 %), dont 66 % pour les hommes et 49 % pour les femmes.
|            | 1972 (rec.) | 1981 (rec.) | 1998 (rec.) | 2017 (rec.) | 2023 (rec.) |
| ---------- | ----------- | ----------- | ----------- | ----------- | ----------- |
| Population | 8 224       | 14 200      | 25 580      | 51 081      | 58 307      |